# إليانور نوبل
إليانور نوبل هي ممثلة كندية، ولدت في 1980 بمونتريال في كندا.

## أعمال

### مسلسلات
- آرثر

## وصلات خارجية
- إليانور نوبل على موقع IMDb (الإنجليزية)
- إليانور نوبل على موقع أول موفي (الإنجليزية)
- إليانور نوبل على موقع قاعدة بيانات الفيلم (الإنجليزية)
- إليانور نوبل على موقع كينوبويسك (الروسية)